# Elecciones de México de 2020
Las elecciones de México de 2020 son el conjunto de elecciones coordinadas por el Instituto Nacional Electoral (INE) y los Organismos Públicos Locales de Elecciones (OPLE) para renovar diversos cargos en dos entidades federativas de ese país en el año 2020. Este año no se realiza ninguna elección federal.
Se eligieron los siguientes cargos de elección popular:
- 25 diputados locales. Miembros de los congresos unicamerales de las treinta y dos entidades del país. Su número varía en cada entidad por motivos poblacionales y el método de elección directa o indirecta también varía en cada uno. Electos para un periodo de tres años, reelegibles por periodos diferentes según cada entidad.
- 84 ayuntamientos. Cabildos de los municipios en los que conforman los estados. Integrado por un presidente municipal, uno o dos síndicos y regidores. Electos para un periodo de cuatro años, reelegibles hasta por un periodo inmediato.

## Elecciones locales
El 7 de junio de 2020, 2 de las 32 entidades federativas tienen elección a alguno de sus poderes estatales o municipales.

### Elecciones a congresos locales
En uno de las treinta y dos entidades federativas renuevan su congreso local:
- Coahuila

### Elecciones municipales
En una de las treinta y dos entidades federativas renuevan sus gobierno municipales o alcaldías:
- Hidalgo